# 荻原賢三
荻原 賢三（おぎわら けんぞう、1937年9月8日 - 1999年6月）は東京都出身の俳優である。

## テレビ
- 特別機動捜査隊（1961年）
- そば屋梅吉捕物帳 第20話「闇に笑うけしの花」（1980年、12ch） - 同心 役
- ぼくら野球探偵団 第11話「赤マント世界ちん記録を盗む」（1980年） - 随行者 役
- 闇を斬れ 第16話「隠密犬・危機一髪!」（1981年、KTV / 松竹） - 花房太兵衛 役
- 西部警察
  - 第70話「チンピラ・ブルース」（1981年）
  - 第125話「約束の報酬」（1982年） - 中村医師 役
- お金がない! 第11話（1994年、フジテレビ） - 検察官・小野寺 役
- ガラスの仮面 第5話「特訓! 女優養成竹ギプス」（1997年、テレビ朝日）
- 警部補 佃次郎8女たちの事情（1999年7月27日、日本テレビ放送網） - 柴田 役 ※遺作

## 映画
- 花くれないに（1955年）
- 愛の白昼夢（1980年） - 警察官 役
- 女子大生温泉芸者（1984年） - 大曽根 役
- 女豹（1985年） - 五郎 役
- いけにえ天使（1988年） - 島田 役
- カジノ・レイダース（1989年、香港映画） - 宮木弘 役
- ゴジラシリーズ
  - ゴジラvsビオランテ（1989年） - 陸上幕僚長（志村武雄） 役[1]
  - ゴジラvsキングギドラ（1991年） - 陸上幕僚長（志村武雄） 役[1]
  - ゴジラvsモスラ（1992年） - 陸上幕僚長（志村武雄） 役[1]
  - ゴジラvsデストロイア（1995年） - 野村科学技術庁審議官 役[1]
- シティーハンター（1993年） - 清子の父親 役
- マヌケ先生（2000年） - 校長先生 役